# تهورمانت (مریلند)
تهورمونت (به انگلیسی: Thurmont) شهری در ایالت مریلند کشور ایالات متحده آمریکا است که جمعیت آن در سرشماری سال ۲۰۱۰ میلادی، ۶٬۱۷۰ نفر بوده‌است.